# Вильсон, Бенджамин
Бенджамин Вильсон (Уилсон) (англ. Benjamin Wilson; 21 июня 1721 года, Лидс — 6 июня 1788 года, Лондон) — британский художник, гравёр и учёный (натурфилософ, физик, электротехник).
В науке проводил опыты с пироэлектричеством, поддерживал теорию эфира и выступал против идей Бенджамина Франклина в области электричества.
Член Лондонского королевского общества (1751), почетный член Петербургской академии наук (1765).